# Lina (モデル)
Lina（リナ、8月2日生）は、中国・吉林省出身のファッションモデル。所属事務所はニューフェイス。中国国内でモデルとして活動した後、2005年6月に来日、その後活動の場を日本に移している。

## 受賞歴
- シルクロードモデルコンテスト山東地区大会 優勝（2002年）
- 第1回威海企業イメージガールコンテスト フォトジェニック賞（2003年）
- 国際スーパーモデル決勝大会「国際ベストテンモデル」「流行モデル」（2004年、広東省広州市）
- FASHION TV MODEL AWARDS 2004 優勝（2004年、パリ）

ほか

## 出演

### 雑誌
- MORE 専属モデル（2005年6月 - ）

### CM
- 中国聯通公司
- 集英社 MORE（2006年 - ）
- ライオン PCクリニカ（2006年） - かくれプラークの最期編